# Parectromoidella abnormis
Parectromoidella abnormis är en stekelart som först beskrevs av Girault 1917.  Parectromoidella abnormis ingår i släktet Parectromoidella och familjen sköldlussteklar. Inga underarter finns listade i Catalogue of Life.